# بیگ استون سیتی (داکوتای جنوبی)
بیگ استون سیتی(به انگلیسی: Big Stone City) شهری در ایالت داکوتای جنوبی کشور ایالات متحده آمریکا است که جمعیت آن در سرشماری سال ۲۰۱۰ میلادی، ۴۶۷ نفر بوده‌است.